# Studio: Selected Studio Recordings 1986-1995
Studio: Selected Studio Recordings 1986-1995 è una raccolta dei Cowboy Junkies, pubblicato dalla RCA Records nel novembre del 1996.
La raccolta comprende l'inedito (in versione studio) Lost My Driving Wheel, precedentemente pubblicato solo in versione live nell'album (doppio CD), 200 More Miles: Live Performances 1985-1994.

## Tracce
1. Shining Moon – 4:08 (Lightnin' Hopkins) – Tratto dall'album: Whites Off Earth Now!! (1986)
2. Misguided Angel – 4:56 (Margo Timmins, Michael Timmins) – Tratto dall'album: The Trinity Session (1987)
3. Blue Moon Revisited (A Song for Elvis) – 4:29 (Lorenz Hart, Richard Rodgers, Margo Timmins, Michael Timmins) – Tratto dall'album: The Trinity Session (1987)
4. Sweet Jane – 3:36 (Lou Reed) – Tratto dall'album: The Trinity Session (1987)
5. Sun Comes Up, It's Tuesday Morning – 3:56 (Michael Timmins) – Tratto dall'album: The Caution Horses (1989)
6. 'Cause Cheap Is Now I Feel – 4:15 (Michael Timmins) – Tratto dall'album: The Caution Horses (1989)
7. Powderfinger – 5:46 (Neil Young) – Tratto dall'album: The Caution Horses (1989)
8. Southern Rain – 4:50 (Michael Timmins) – Tratto dall'album: Black Eyed Man (1992)
9. A Horse in the Country – 3:49 (Michael Timmins) – Tratto dall'album: Black Eyed Man (1992)
10. This Street, That Man, This Life – 3:13 (Michael Timmins) – Tratto dall'album: Black Eyed Man (1992)
11. Anniversary Song – 3:11 (Michael Timmins) – Tratto dall'album: Pale Sun Crescent Moon (1993)
12. Ring on the Sill – 4:22 (Michael Timmins) – Tratto dall'album: Pale Sun Crescent Moon (1993)
13. A Common Disaster – 3:22 (Michael Timmins) – Tratto dall'album: Lay It Down (1996)
14. Lost My Driving Wheel – 6:26 (David Wiffen) – Brano inedito, versione di studio

Durata totale: 60:19

## Formazione
- Margo Timmins - voce
- Michael Timmins - chitarra
- Alan Anton - basso
- Peter Timmins - batteria

Musicisti aggiunti
- Jeff Bird - armonica, mandolino, percussioni
- Jaro Czerwinec - accordion
- Kim Deschamps - chitarra pedal steel, dobro, chitarra lap steel
- Spencer Evans - pianoforte, organo
- Richard Bell - pianoforte, organo
- Ken Myhr - chitarra elettrica
- John Timmins - accompagnamento vocale
- Dave Allen - fiddle
- David Houghton - percussioni[1]